# Thomas Pelly
Thomas Minor Pelly (* 22. August 1902 in Seattle, Washington; † 21. November 1973 in Ojai, Kalifornien) war ein US-amerikanischer Politiker. Zwischen 1953 und 1973 vertrat er den Bundesstaat Washington im US-Repräsentantenhaus.

## Werdegang
Thomas Pelly besuchte die öffentlichen Schulen seiner Heimat und die University School in Victoria in der kanadischen Provinz British Columbia. Danach war er noch an der Hoosac School im Bundesstaat New York eingeschrieben.  Anschließend arbeitete er zwischen 1921 und 1930 in der Immobilien- und Bankenbranche und dann als Angestellter in einer Druckerei.
Politisch war Pelly Mitglied der Republikanischen Partei. Bei den Kongresswahlen des Jahres 1952 wurde er im ersten Wahlbezirk seines Staates in das US-Repräsentantenhaus in Washington, D.C. gewählt, wo er am 3. Januar 1953 die Nachfolge von Hugh Mitchell antrat. Nach neun Wiederwahlen konnte er bis zum 3. Januar 1973 zehn zusammenhängende Legislaturperioden im Kongress absolvieren. In diese Zeit fielen unter anderem die Bürgerrechtsbewegung, der Vietnamkrieg und der Höhepunkt des Kalten Krieges.
Thomas Pelly, der aus gesundheitlichen Gründen 1972 auf eine weitere Kandidatur verzichtet hatte, starb am 21. November 1973 im kalifornischen Ojai.